# Triều Châu
Triều Châu (tiếng Trung: 潮州; bính âm: Cháozhōu; Wade–Giles: Ch'ao²-chou¹; tại Hoa Kỳ và Hồng Kông thường đọc là "Chiu Chow"; Teochew theo bính âm bưu chính; nghĩa là "châu thủy triều"), là một địa cấp thị ở tỉnh Quảng Đông, Trung Quốc. Dân số thành phố năm 2020 là 2.568.387 người. Triều Châu giáp Sán Đầu phía nam, Yết Dương phía tây nam, Mai Châu phía tây bắc, tỉnh Phúc Kiến ở phía đông và biển Hoa Nam ở phía đông nam.

## Các đơn vị hành chính
Địa cấp thị Triều Châu được chia ra làm 3 đơn vị hành chính cấp huyện, bao gồm 2 quận và 1 huyện:
- Quận: Tương Kiều (湘桥区), Triều An (潮安区)
- Huyện: Nhiêu Bình (饶平县)

## Địa lý và khí hậu

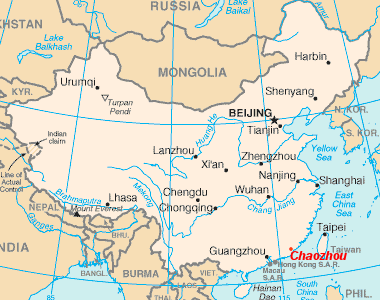
Vị trí của Triều Châu

Triều Châu nằm ở cực đông của Quảng Đông, phía bắc thành phố Sán Đầu và phía bắc của đồng bằng châu thổ sông Hàn (韩江), chảy qua thành phố.

## Lịch sử
Năm 214 trước Công Nguyên, Triều Châu là một vùng đất không phát triển thuộc Nam Hải quận (南海郡) của nhà Tần. Năm 331 dưới thời Đông Hán, Hải Dương huyện (海陽縣) được thành lập là một phần của Đông Quan Quận (東官郡). Đông Quan quận đã được đổi tên thành Nghĩa An quận (義安郡) năm 413. Quận này trở thành một châu năm 590 vào thời đầu nhà Tùy; đầu tiên là Tuần châu (循州, Xunzhou), sau đó là Triều châu (潮州, Chaozhou) vào năm sau đó. Năm 1914, chính phủ Trung Hoa Dân Quốc sáp nhập hai châu Triều và Tuần thành Triều Tuần đạo (潮循道).
Trong một thời gian ngắn thời nhà Tùy và đầu nhà Đường, Hải Dương huyện đã được gọi là Nghĩa An huyện (義安縣). Tên của nó vẫn là Hải Dương cho đến năm 1914, khi đó được đổi thành Triều An huyện (潮安縣) để tránh nhầm lẫn với thành phố cấp huyện Hải Dương của tỉnh Sơn Đông.
Thủ phủ của chính quyền Nhân dân Quảng Đông năm 1951 là Triều An huyện, một phần của nó được tạo ra với tên gọi Thành phố Triều An năm 1953 và cuối năm đó được đổi tên thành Thành phố Triều Châu (cấp huyện). Năm 1955, tỉnh lỵ được chuyển đến Sán Đầu. Thành phố Triều Châu bị bãi bỏ 5 năm sau và được tái lập lại năm 1979. Năm 1983, tình hình lại quay trở lại như trước vời việc Triều An bị bãi bỏ và trở thành một phần của Thành phố Triều Châu. Triều Châu đã trở thành một thành phố trực thuộc tỉnh tháng 1 năm 1989, và một thành phố cấp phó châu tháng 1 năm 1990. 
Thành phố Triều Châu cùng thành phố Sán Đầu gần nó được gọi chung là Triều Sán. Tên gọi này được dùng cho một khu vực hành chính-chính trị chung bao gồm hai thành phố từ năm 1958 đến năm 1983. Trong 5 năm tiếp theo, Thành phố Sán Đầu đã là một thành phố có cấp cao hơn có chứa Triều Châu trong nó. Hiện nay, Triều Châu và Sán Đầu ngang nhau về cấp hành chính.

## Phong cảnh

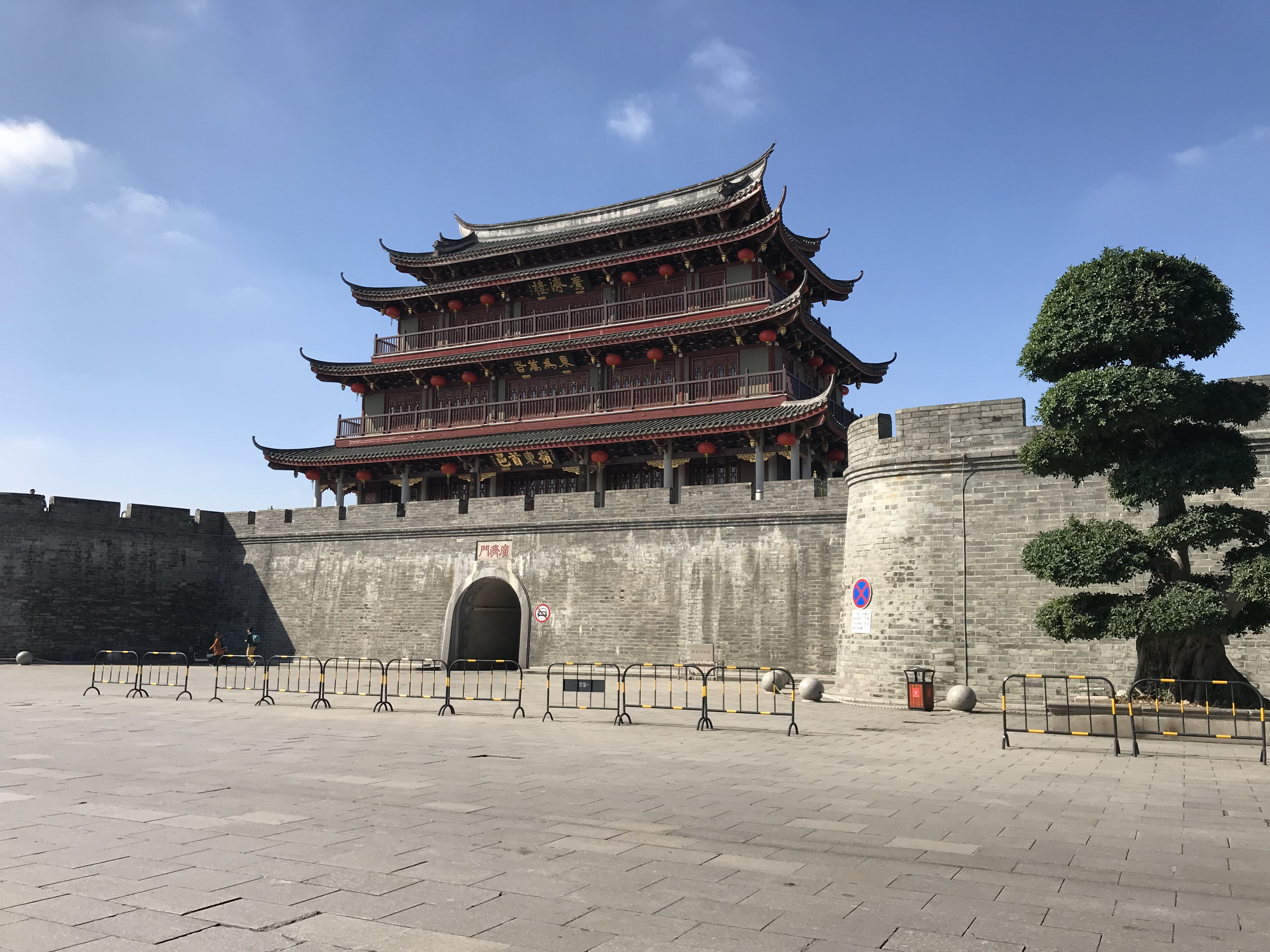
Triều Châu